# 田頭一舟
田頭一舟（たがしら いっしゅう、男性、1949年<昭和24年> - ）は、日本の書家。日本のかな書家。村上俄山、桑田三舟、栗原蘆水に師事。日展会員。読売書法会常任理事。全国書美術振興会評議員。日本書芸院常任理事。神戸笹波会会長。書家の田頭央涐は双子の弟。
広島県福山市出身。

## 略歴
1976年日展初入選。1980年包一会主宰。1980年日本書芸院評議員就任。1989年読売書法会理事就任。1995年日本書芸院評議員就任。2000年笹波会副理事長就任。2004年日本書芸院理事就任。2005年日本書芸院常務理事就任、笹波会理事長代行就任。2006年公益財団法人全国書美術振興会評議員就任、読売書法会常務理事就任。2007年笹波会理事長就任。2010年日展新審査員。2011年三余会会長就任。2014年改組新第１回日展審査員。2015年書道笹波会から分派し、神戸笹波会創立、会長に就任。

## 受賞等
- 1980年 - 笹波会展笹波大賞
- 1988年 - 読売書法展新聞社賞
- 1994年 - 日本書芸院史邑賞
- 1996年 - 笹波会展笹波賞
- 2001年 - 日展特選
- 2003年 - 日展特選
- 2016年 - 第37回広島文化賞
- 2023年 - 日展東京都知事章